# سود اکونیتین
سود اکونیتین (به انگلیسی: Pseudaconitine) یک ترکیب شیمیایی با شناسه پاب‌کم ۴۴۱۷۵۲ است. 